# Kinky Boots (comédie musicale)
Pour l’article homonyme, voir Kinky Boots.
Kinky Boots est une comédie musicale écrite avec la musique et les paroles de Cyndi Lauper sur un livret de Harvey Fierstein.

## Synopsis
À la suite de la mort de son père, PDG d'une fabrique de chaussures de luxe pour hommes, Charlie Price hérite soudainement de la petite entreprise familiale. Cette nouvelle responsabilité s'avère difficile à assumer : la chaussure n'est pas vraiment son domaine de prédilection, Charlie ne s'est jamais senti à sa place dans sa campagne natale et ce contretemps s'oppose aux projets de sa fiancée citadine Nicola. Charlie est d'autant plus choqué lorsqu'il apprend que l'entreprise est à deux doigts de la faillite.
À Londres, alors qu'il cherche une stratégie pour sauver la fabrique, il fait la connaissance accidentelle de Lola. Pimpante, sexy et spirituelle, Lola est une drag queen dont le signe distinctif repose sur d'interminables cuissardes rouges vernies. Si Lola et Charlie n'ont rien en commun, la drag queen fait découvrir à ce dernier le monde de la mode et des boîtes de nuits.
L'héritier Price en tire une idée révolutionnaire : fabriquer des bottes érotiques et autres cuissardes excentriques ! Encouragé par l'une de ses employés, la dynamique Lauren, Charlie engage Lola comme collaboratrice. La drag queen doit imaginer des chaussures sensuelles pour toutes les femmes, celles qui désirent s'assumer et séduire.
À la fabrique, le projet est accueilli avec réticence : de telles chaussures vont à l'encontre les traditions et Lola comprend vite qu'elle n'est pas la bienvenue. Pourtant, malgré la désapprobation et les reproches de Nicola, Charlie tient bon. Aux côtés de Lola, il accepte petit à petit ce business atypique.
Dans quelques semaines se tiendra la Fashion Week de Milan. En cas de succès, Charlie pourrait remettre la fabrique à flot...

## Création
La conception de la comédie musicale débute en 2008, sur l'idée des producteurs Daryl Roth et Hal Luftig.
Lors de la saison 2012-2013, le New York Times souligne que la plupart des nouvelles comédies musicales de Broadway sont « inspirées par des films ou des livres ». Dans le cas de Kinky Boots, il s'agit d'une adaptation du long-métrage homonyme sorti en 2005, lui-même basé sur le parcours d'une petite fabrique de chaussures anglaise,,,.
La production originale de la comédie musicale répète au New 42nd Street Studios (New York) en septembre 2012. Cette même année, elle est présentée à la Bank of America Theatre (Chicago), du 2 octobre au 4 novembre,,.
La comédie musicale est dirigée et chorégraphiée par Jerry Mitchell, la scénographie est signée David Rockwell, les costumes sont créés par Gregg Barnes et les lumières reviennent à Kenneth Posner.

## Production

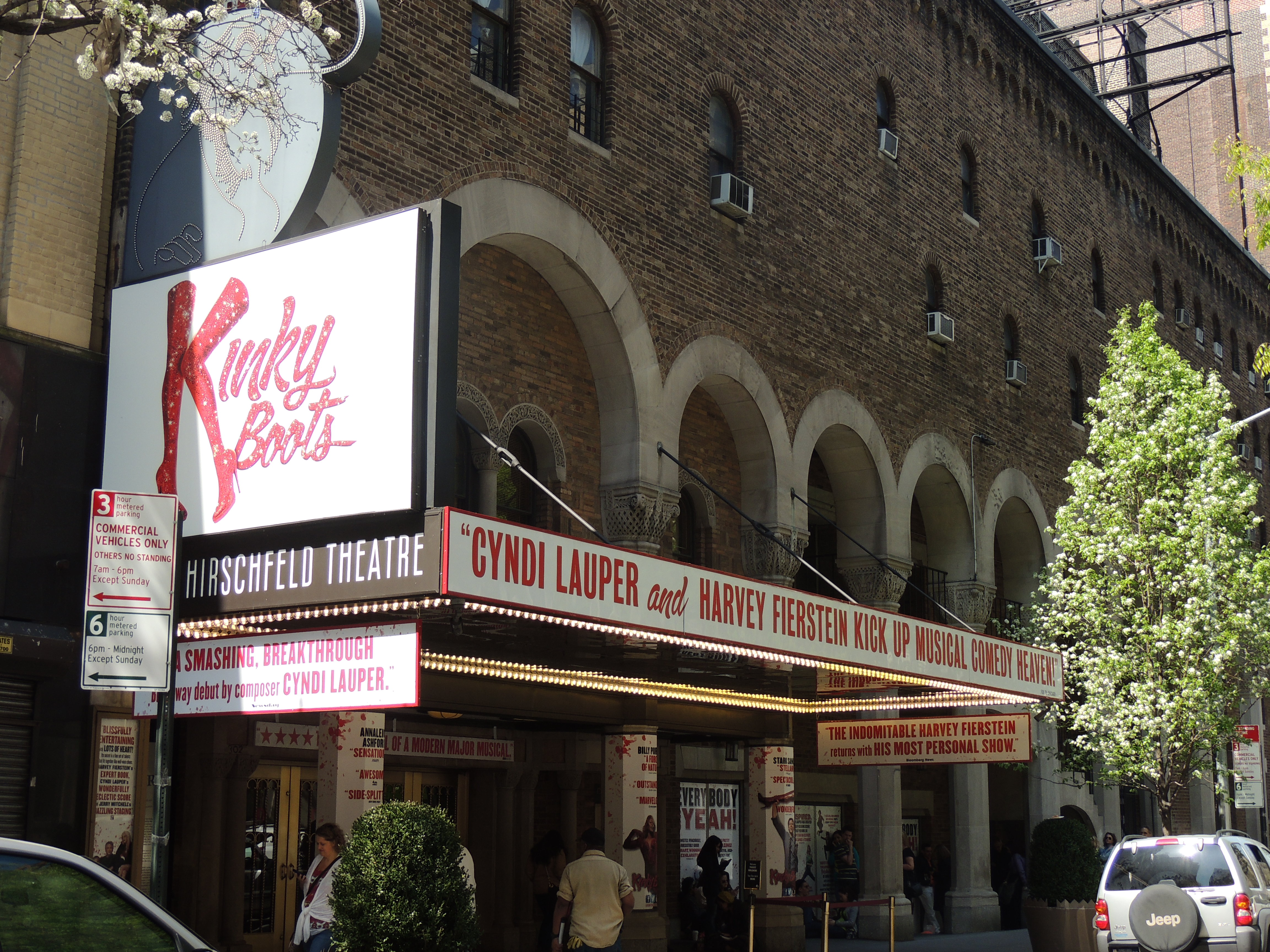
Kinky Boots au Al Hirschfeld Theatre.

Les previews de Kinky Boots débutent le 3 mars 2013 au Al Hirschfeld Theatre. L'avant-première se tient le 4 avril 2013,.
La troupe originale met en vedette Billy Porter, Stark Sands et Annaleigh Ashford, déjà présents lors des débuts à Chicago,.
Kinky Boots rencontre un grand succès public et critique. Elle figure aux nominations des grandes cérémonies spécialisées, telles que les Drama League Awards, les Outer Critics Circle Awards, les Drama Desk Awards et les Tony Awards.
En juin 2013, une tournée nationale est annoncée : elle débute au Smith Centre for the Performing Arts à Las Vegas en septembre 2014,.
Elle connaît de nombreuses adaptations internationales, notamment en Europe et en Asie.

## Distributions anglophones
| Personnage     | États-Unis - Broadway (2013) | Tournée américaine (2014) | Canada - Toronto (2015)      | Angleterre - West End (2015)                  | Australie (2016) | Tournée au Royaume-Uni (2018) | Norwegian Cruise Line (2019) |
| -------------- | ---------------------------- | ------------------------- | ---------------------------- | --------------------------------------------- | ---------------- | ----------------------------- | ---------------------------- |
| Charlie Price  | Stark Sands                  | Steven Booth              | Graham Scott Fleming         | Killian Donnelly                              | Toby Francis     | Joel Harper- Jackson          | Jonathan Carlton             |
| Lola           | Billy Porter                 | Kyle Taylor Parker        | Alan Mingo Jr.               | Matt Henry                                    | Callum Francis   | Callum Francis                | Alan Mingo Jr.               |
| Lauren         | Annaleigh Ashford            | Lindsay Nicole Chambers   | A.J. Bridel                  | Amy Lennox                                    | Sophie Wright    | Paula Lane                    | Rosie Needham                |
| Nicola         | Lena Hall                    | Grace Stockdale           | Vanessa Sears                | Amy Ross                                      | Teagan Wouters   | Helen Ternent                 | Lauren Allan                 |
| Don            | Daniel Sherman               | Joe Coots                 | Dan Williston                | Jamie Baughan                                 | Joe Kosky        | Demitri Lampra                | Parry St James               |
| George         | Marcus Neville               | Craig Waletzko            | James Kall                   | Michael Hobbs                                 | Nathan Carter    | Adam Price                    | Tony Stansfield              |
| Pat            | Tory Ross                    | Bonnie Milligan           | Kristin Peace                | Chloe Hart                                    | Samm Hagen       | Lizzie Bea                    | Allyson Pace                 |
| Trish          | Jennifer Perry               | Amelia Cormack            | Nicola Dawn                  | Gillian Hardie                                | Emma Powell      | Niki Evans                    | Michelle Cosentino           |
| Harry          | Andy Kelso                   | Mike Longo                | Patrick Cook                 | Paul Ayres                                    | Jake Speer       | Joshua St. Clair              | Owen Beans                   |
| Mr. Price      | Stephen Berger               | David McDonald            | Sandy Winsby                 | Alan Vicary                                   | Glenn Butcher    | Andy Watkins                  | Tony McGill                  |
| Simon Sr.      | Eugene Barry-Hill            | Horace V. Rogers          | Jaivaro Smith                | Robert Grose                                  | Eric Rasmussen   | Fred Smiley                   | O'Brian Broomfield           |
| Richard Bailey | John Jeffrey Martin          | Ross Lekites              | Justin Stadnyk               | Michael Vinsen                                | Matthew Predny   | Daniel Conway                 | Michael Levi                 |
| Charlie enfant | Sebastian Hedges Thomas      | Anthony Picarello         | Arden Couturier Eric Leclair | Beau Cripps Ben Dawson Edward Green           | /                | /                             | /                            |
| Lola enfant    | Marquise Neal                | Andrew Theo Johnson       | Isaiah Slater Kaden Stephen  | Nana Agyeman-Bediako James Gava Tumo Reetsang | /                | /                             | /                            |

## Distributions internationales
| Personnage     | Allemagne - Hambourg (2017) | Italie (2018-2019) | Argentine (2020) | Espagne - Madrid (2021) |
| -------------- | --------------------------- | ------------------ | ---------------- | ----------------------- |
| Charlie Price  | Dominik Hees                | Marco Stabile      | Fernando Dente   | Daniel Diges            |
| Lola           | Gino Emnes                  | Stan Believance    | Martín Bossi     | Tiago Barbosa           |
| Lauren         | Jeannine Michèle Wacker     | Martina Lunghi     | Sofía Morandi    | Angy Fernández          |
| Nicola         | Franziska Schuster          | Lisa Graps         | Flor Anca        | Kristina Alonso         |
| Don            | Benjamin Eberling           | Michele Savoia     | Nacho Mintz      | Daniel Huarte           |
| George         | Tilman Madaus               | Giuseppe Galizia   | Gustavo Monje    | Omar Calicchio          |
| Pat            | Steffi Irmen                | Mary La Targia     | Laura Montini    | Mary Capel              |
| Trish          | Kaatje Dierks               | Claudia Campolongo | Lucre Orlando    | Malia Conde             |
| Harry          | Marlon Wehmeier             | Claudio Zanelli    | Bruno Coccia     | Marc Flynn              |
| Mr. Price      | Frank Logemann              | Maurizio Desinan   | Walter Canella   | Alberto Sánchez         |
| Simon Sr.      | Luther Simon                | Giulio Pangi       | /                | /                       |
| Richard Bailey | Sebastian Krolik            | Michel Orlando     | /                | /                       |
| Charlie enfant | /                           | /                  | /                | /                       |
| Lola enfant    | /                           | /                  | /                | /                       |

## Distributions asiatiques
| Personnage     | Japon (2016 - 2019) | Corée du Sud (2020)                      | Japon (2022)  | Revival japonais (2025)         |
| -------------- | ------------------- | ---------------------------------------- | ------------- | ------------------------------- |
| Charlie Price  | Teppei Koike        | Lee Seok-Hoon Sunggyu                    | Teppei Koike  | Keisuke Higashi Shotaro Arisawa |
| Lola           | Haruma Miura        | Park Eun-tae Choi Jae-Rim Kang Hong-Seok | Yū Shirota    | Shōma Kai Yūya Matsushita       |
| Lauren         | Sonim               | Kim Ji-Woo Kim Hwan-Hee                  | Sonim         | Meimi Tamura Kurumi Shimizu     |
| Nicola         | Nami Tamaki         | Eunyoung Ko                              | Nami Tamaki   | Iroha Kumagai                   |
| Don            | Katsuya             | Go Chang-Suk Shim Jae-Hyun               | Katsuya       | Oyama Masashi                   |
| George         | Arata Hino          | Kim Yongsoo                              | Arata Hino    | Arata Hino                      |
| Pat            | Megumi Lino         | ?                                        | Megumi Lino   | Megumi Lino                     |
| Trish          | Mikiko Shiraki      | ?                                        | Soko Takigawa | Soko Takigawa                   |
| Harry          | Jonte               | Kyung Jun-Lee                            | Jonte         | Yushin Nakatani                 |
| Mr. Price      | /                   | Hongseok Kwon                            | /             | /                               |
| Charlie enfant | Motochika Inoue     | Park Yejun Jooah Lee                     | ?             | ?                               |
| Lola enfant    | Asahi Katsuta       | Park Jun-woo Hong Seung-yeon             | ?             | ?                               |

## Numéros musicaux
| Act I - "Price & Son Theme" — La troupe - "The Most Beautiful Thing" — La troupe - "Take What You Got" — Harry, Charlie et Club Patrons - "The Land of Lola" — Lola & Angels - "The Land of Lola" (reprise) — Lola et Angels‡ - "Step One" — Charlie - "Sex is in the Heel" — Lola, Pat, George, Angels et les ouvriers - "The History of Wrong Guys" — Lauren - "I'm Not My Father's Son" — Lola et Charlie - "Everybody Say Yeah" — Charlie, Lola, Angels et les ouvriers | Act II - "Price & Son Theme" (reprise) — La troupe - "What a Woman Wants" — Lola, Pat, Don, George et les ouvrières - "In This Corner" — Lola, Don, Pat, Trish, Angels et les ouvriers - "The Soul of a Man" — Charlie - "Hold Me in Your Heart" — Lola - "Raise You Up / Just Be" — La troupe |

‡ Après les previews, la chanson "What Else Can I Do? / Bad Girl" a été remplacée par la reprise de "The Land of Lola".

## Récompenses et nominations

### Production originale de Broadway
La production originale est nommée aux Drama League Awards dans la catégorie Outstanding Production of a Broadway or Off-Broadway Musical. Les deux artistes principaux, Billy Porter et Stark Sands, cumulent de nombreuses nominations,.
La production de Broadway reçoit 9 nominations au Outer Critics Circle Award et en remporte trois.
Kinky Boots est également nommé deux fois aux Drama Desk Awards. Billy Porter remporte un des prix dans la catégorie Outstanding Actor in a Musical.
Lors de la 67e cérémonie des Tony Awards, elle obtient 13 nominations et 6 victoires, dont celle de la meilleure comédie musicale et de la meilleure partition pour Cyndi Lauper. Lauper est ainsi la première femme à remporter ce prix en tant que compositrice solo.
| Année | Récompense                  | Catégorie                                                       | Nomination                                                   | Résultat   |
| ----- | --------------------------- | --------------------------------------------------------------- | ------------------------------------------------------------ | ---------- |
| 2013  | Drama League Awards         | Outstanding Production of a Broadway or Off-Broadway Musical    | Outstanding Production of a Broadway or Off-Broadway Musical | Lauréat    |
| 2013  | Drama League Awards         | Distinguished Performance Award                                 | Billy Porter                                                 | Nomination |
| 2013  | Drama League Awards         | Distinguished Performance Award                                 | Stark Sands                                                  | Nomination |
| 2013  | Outer Critics Circle Awards | Outstanding New Broadway Musical                                | Outstanding New Broadway Musical                             | Lauréat    |
| 2013  | Outer Critics Circle Awards | Outstanding Book of a Musical (Broadway or Off-Broadway)        | Outstanding Book of a Musical (Broadway or Off-Broadway)     | Nomination |
| 2013  | Outer Critics Circle Awards | Outstanding New Score (Broadway or Off-Broadway)                | Outstanding New Score (Broadway or Off-Broadway)             | Lauréat    |
| 2013  | Outer Critics Circle Awards | Outstanding Director of a Musical                               | Jerry Mitchell                                               | Nomination |
| 2013  | Outer Critics Circle Awards | Outstanding Choreographer                                       | Jerry Mitchell                                               | Nomination |
| 2013  | Outer Critics Circle Awards | Outstanding Costume Design (Play or Musical)                    | Gregg Barnes                                                 | Nomination |
| 2013  | Outer Critics Circle Awards | Outstanding Actor in a Musical                                  | Billy Porter                                                 | Lauréat    |
| 2013  | Outer Critics Circle Awards | Outstanding Featured Actor in a Musical                         | Daniel Stewart Sherman                                       | Nomination |
| 2013  | Outer Critics Circle Awards | Outstanding Featured Actress in a Musical                       | Annaleigh Ashford                                            | Nomination |
| 2013  | Drama Desk Awards           | Outstanding Actor in a Musical                                  | Billy Porter                                                 | Lauréat    |
| 2013  | Drama Desk Awards           | Outstanding Featured Actress in a Musical                       | Annaleigh Ashford                                            | Nomination |
| 2013  | Tony Awards                 | Meilleure comédie musicale                                      | Meilleure comédie musicale                                   | Lauréat    |
| 2013  | Tony Awards                 | Meilleur livret de comédie musicale                             | Harvey Fierstein                                             | Nomination |
| 2013  | Tony Awards                 | Meilleure partition originale                                   | Cyndi Lauper                                                 | Lauréat    |
| 2013  | Tony Awards                 | Meilleur acteur dans une comédie musicale                       | Billy Porter                                                 | Lauréat    |
| 2013  | Tony Awards                 | Meilleur acteur dans une comédie musicale                       | Stark Sands                                                  | Nomination |
| 2013  | Tony Awards                 | Meilleure actrice dans un second rôle dans une comédie musicale | Annaleigh Ashford                                            | Nomination |
| 2013  | Tony Awards                 | Best Scenic Design of a Musical                                 | David Rockwell                                               | Nomination |
| 2013  | Tony Awards                 | Best Costume Design of a Musical                                | Gregg Barnes                                                 | Nomination |
| 2013  | Tony Awards                 | Best Lighting Design of a Musical                               | Kenneth Posner                                               | Nomination |
| 2013  | Tony Awards                 | Best Sound Design of a Musical                                  | John Shivers                                                 | Lauréat    |
| 2013  | Tony Awards                 | Meilleure mise en scène                                         | Jerry Mitchell                                               | Nomination |
| 2013  | Tony Awards                 | Meilleure chorégraphie                                          | Jerry Mitchell                                               | Lauréat    |
| 2013  | Tony Awards                 | Meilleures orchestrations                                       | Stephen Oremus                                               | Lauréat    |

### Production japonaise originale
- 42e Kazuo Kikuta Drama Awards : meilleur acteur, Teppei Koike[29]
- 24e Yomiuri Theatre Awards : meilleur acteur, Haruma Miura
- Haruko Sugimura Award : meilleur acteur, Haruma Miura[29]
- 10e WOWOW Katteni Drama Awards[30] :
  - Meilleur acteur, Haruma Miura
  - Meilleure œuvre